# Tokushima
Tokushima (徳島県 (Đức Đảo Huyện) Tokushima-ken) là một tỉnh của Nhật Bản nằm ở đảo Shikoku. Trung tâm hành chính là thành phố Tokushima.

## Hành chính

### Thành phố
Có 8 thành phố đặt ở tỉnh Tokushima.
- Anan
- Awa
- Komatsushima
- Mima
- Miyoshi
- Naruto
- Tokushima (thủ phủ)
- Yoshinogawa

Thị trấn và làng mạc ở mỗi gun:
| - Itano Gun Aizumi Itano Kamiita Kitajima Matsushige - Kaifu Gun Kaiyō Minami Mugi | - Katsuura Gun Kamikatsu Katsuura - Mima Gun Tsurugi - Miyoshi Gun Higashimiyoshi - Myōdō Gun Sanagōchi | - Myōzai Gun Ishii Kamiyama - Naka Gun Naka |

## Thể thao
Các đội thể thao thuộc tỉnh Tokushima.
Đội bóng đá 
- Tokushima Vortis

Đội bóng chày
- Tokushima Indigo Socks

## Du lịch
- Naruto whirlpools
- Awa Odori Kaikan Hal
- Tokushima Handcraft Village
- Iya Valley
- Oboke Valley
- Koboke Valley

## Các vấn đề liên quan
Lễ hội nhảy Awa